# タリン大学
タリン大学（タリンだいがく、英語: Tallinn University、公用語表記: Tallinna Ülikool）は、エストニアタリンに本部を置くエストニアの国立大学。2005年創立、1919年大学設置。

## 沿革
2005年3月にタリン教育大学、エストニア科学図書館、エストニア科学アカデミー歴史研究所、バルト映像・メディア大学などの施設の合併によって形成された。

## 組織
エストニアで3番目の規模を持つ大学で、学生数は約7,000である。

### 学部・大学院
- Baltic Film, Media, Arts and Communication School
- School of Digital Technologies
- School of Educational Sciences
- School of Governance, Law and Society
- School of Humanities
- School of Natural Sciences and Health

### 研究所
- Centre of Excellence in Behavioral and Neural Sciences
- Centre of Excellence in Educational Innovation
- Centre of Excellence in Intercultural Studies
- Centre of Excellence in Interdisciplinary Lifecourse Studies
- Centre of Excellence in Media Innovation and Digital Culture
- Centre of Excellence in Health Promotion and Rehabilitation
- Centre for Educational Technology
- Centre for Landscape and Culture
- Estonian Institute for Population Studies
- Institute of History, Archaeology and Art History
- Institute of International Social Studies

### サテライトキャンパス
- Haapsalu College

## 対外関係
国際化推進が、事業の柱の一つとなっている。外国人学生が交換留学生を除いて学生総数の約10％を占めている。教員の1割以上が外国国籍である。授業の多くは英語で行われ、英語のみの専攻・コースが30以上ある。
タリン大学は、エラスマス交換留学制度を含めて世界中の400校を超える大学と提携を結んでいる。

### 日本の大学との協定関係
- 京都大学[2]
- 筑波大学[3]
- 早稲田大学
- 国際教養大学
- 山形大学
- 学習院女子大学